# اولین وین
اولین وین (انگلیسی: Évelyne Viens؛ زادهٔ ۶ فوریهٔ ۱۹۹۷) بازیکن فوتبال اهل کانادا است.
وی همچنین در تیم ملی فوتبال زنان کانادا بازی کرده‌است.
وی در مسابقات کشوری و بین‌المللی در مجموع برندهٔ ۱ مدال طلا شده‌است.